# Kyriaki Liosi
Kyriaki "Kiki" Liosi (em grego:  Κυριακή "Κική" Λιόση; Atenas, 30 de outubro de 1979) é uma jogadora de polo aquático grega, medalhista olímpica.

## Carreira
Liosi disputou duas edições de Jogos Olímpicos pela Grécia: 2004 e 2008. Seu melhor resultado foi a conquista da medalha de prata nos Jogos de Atenas, em 2004.